# Пахолюк, Иван Владиславович
Ива́н Владисла́вович Пахолю́к (укр. Іван Владиславович Пахолюк; 27 апреля 2004, Ирпень) — украинский футболист, вратарь клуба «Колоса».

## Биография
Родился в городе Ирпень Киевской области. В ДЮФЛУ с 2017 по 2020 год играл за «Скалу» (Моршин), «Арсенал-Киев» и ковалёвского «Колоса». В начале августа 2020 года переведён в юношескую команду «Колоса», где провёл 4 сезона. Впервые в заявку первой команды попал 1 декабря 2022 года в ничейном (2:2) выездном поединке 7-го тура Премьер-лиги Украины против луганской «Зари». Иван вышел на поле в стартовом составе и отыграл весь матч. На профессиональном уровне дебютировал за «Колос» 4 августа 2024 года в ничейном (2:2) выездном поединке 1-го тура Премьер-лиги Украины против киевской «Оболони». Пахолюк вышел на поле в стартовом составе и отыграл весь матч.